# Rio Fulga
O Rio Fulga é um rio da Romênia, afluente do Ghighiu, localizado no distrito de Prahova.